# Rovchan Rzayev
Rovchan Rzayev est le président du Comité d'État pour les réfugiés et les personnes déplacées, depuis avril 2018.

## Biographie
Rovchan Rzayev est né le 20 janvier 1962 à Bakou. Il a étudié à la Faculté d'histoire de l'Université d'État de Bakou. Il a également étudié à la Faculté de droit de cette université et a obtenu son diplôme en 1993. Depuis 1982, il a occupé différents postes au ministère de la Justice d'Azerbaïdjan. En 2004, il a été élu député de l'Assemblée nationale de la République d'Azerbaïdjan.
Le 5 juin 2009, il a été élu membre du conseil d'administration de l'association publique "Communauté azerbaïdjanaise du Haut-Karabakh".
Le 21 avril 2018, par décret du président de l'Azerbaïdjan, Rovchan Rzayev a été nommé président du Comité d'État pour les réfugiés et les personnes déplacées à l'intérieur de la République d'Azerbaïdjan.